# コスタ賞
コスタ賞（コスタしょう、Costa Book Awards）はイギリスまたはアイルランド在住の作家に与えられる英語文学賞。1971年から2005年まではウィットブレッド賞と称していたが、スポンサーがウィットブレッドから子会社のコスタコーヒー（2019年よりコカ・コーラの子会社）に代わったことに伴い2006年から名称を変更した。
50周年となる2021年（2022年授与）の回をもって終了した。

## カテゴリ
- 第一小説部門
- 小説部門
- 児童文学部門
- 詩部門
- 伝記部門
- 短編小説部門（2012年より）

## 受賞者一覧
大賞は太字で示す。

### 2021年
- 第一小説部門 - ケイレブ・アズマー・ネルソン『オープン・ウォーター』Open Water
- 小説部門 - Claire Fuller, Unsettled Ground
- 児童文学部門 - Manjeet Mann, The Crossing
- 詩部門 -Hannah Lowe, The Kids
- 伝記部門 - John Preston, Fall: The Mystery of Robert Maxwell

### 2020年
- 第一小説部門 - Ingrid Persaud, Love After Love
- 小説部門 - モニーク・ロフェイ（英語版）『マーメイド・オブ・ブラックコンチ』 The Mermaid of Black Conch
- 児童文学部門 - ナターシャ・ファラント（英語版）, Voyage of the Sparrowhawk
- 詩部門 - イーヴァン・ボーランド, The Historians
- 伝記部門 - Lee Lawrence, The Louder I Will Sing

### 2019年
- 第一小説部門 - Sara Collins, The Confessions of Frannie Langton
- 小説部門 - Jonathan Coe, Middle England
- 児童文学部門 - Jasbinder Bilan, Asha & the Spirit Bird
- 詩部門 - Mary Jean Chan, Flèche
- 伝記部門 - ジャック・フェアウェザー（英語版）『アウシュヴィッツを破壊せよ 自ら収容所に潜入した男』 The Volunteer

### 2018年
- 第一小説部門 - スチュアート・タートン（英語版）『イヴリン嬢は七回殺される』The Seven Deaths of Evelyn Hardcastle
- 小説部門 - サリー・ルーニー（英語版）『ノーマル・ピープル』Normal People
- 児童文学部門 - ヒラリー・マッカイ（英語版）『ルーパートのいた夏』The Skylarks’ War
- 詩部門 - J. O. Morgan, Assurances
- 伝記部門 - en:Bart van Es, The Cut Out Girl

### 2017年
- 第一小説部門 - Gail Honeyman, Eleanor Oliphant is Completely Fine
- 小説部門 - Jon McGregor, Reservoir 13
- 児童文学部門 - キャサリン・ランデル（英語版）, The Explorer
- 詩部門 - Helen Dunmore, Inside the Wave
- 伝記部門 - en:Rebecca Stott, In the Days of Rain

### 2016年
- 第一小説部門 - Francis Spufford, Golden Hill
- 小説部門 - セバスチャン・バリー（英語版）,『終わりのない日々』Days Without End
- 児童文学部門 - Brian Conaghan, The Bombs That Brought Us Together
- 詩部門 - Alice Oswald, Falling Awake
- 伝記部門 - Keggie Carew, Dadland

### 2015年
- 第一小説部門 - Andrew Michael Hurley, The Loney
- 小説部門 - ケイト・アトキンソン, A God in Ruins
- 児童文学部門 - フランシス・ハーディング『嘘の木』The Lie Tree
- 詩部門 - Don Paterson, 40 Sonnets
- 伝記部門 - Andrea Wulf, The Invention of Nature

### 2014年
- 第一小説部門 - Emma Healey, Elizabeth is Missing
- 小説部門 - アリ・スミス, 『両方になる』How to Be Both
- 児童文学部門 - Kate Saunders, Five Children on the Western Front
- 詩部門 - Jonathan Edwards, My Family and Other Superheroes
- 伝記部門 - Helen Macdonald, H is for Hawk

### 2013年
- 第一小説部門 - ネイサン・ファイラー（英語版）, The Shock of the Fall
- 小説部門 - ケイト・アトキンソン『ライフ・アフター・ライフ』Life after Life
- 児童文学部門 - クリス・リデル（英語版）, Goth Girl and the Ghost of a Mouse
- 詩部門 - Michael Symmons Roberts, Drysalter
- 伝記部門 - Lucy Hughes-Hallett, The Pike
- 短編小説部門 - Angela Readman, "The Keeper of the Jackalopes"

### 2012年
- 第一小説部門 - Francesca Segal, The Innocents
- 小説部門 - ヒラリー・マンテル『罪人を召し出せ』en:Bring up the Bodies
- 児童文学部門 - サリー・ガードナー（英語版）『マザーランドの月』Maggot Moon
- 詩部門 - Kathleen Jamie, The Overhaul
- 伝記部門 - Mary Talbot, Bryan Talbot, en:Dotter of Her Father's Eyes
- 短編小説部門 - Avril Joy, "Millie and Bird"

### 2011年
- 第一小説部門 - Christie Watson, Tiny Sunbirds Far Away
- 小説部門 - Andrew Miller, Pure
- 児童文学部門 - モイラ・ヤング（英語版）『ブラッドレッドロード』Blood Red Road
- 詩部門 - Carol Ann Duffy, The Bees
- 伝記部門 - Matthew Hollis, Now All Roads Lead to France: The Last Years of Edward Thomas

### 2010年
- 第一小説部門 - Kishwar Desai, Witness the Night
- 小説部門 - マギー・オファーレル, The Hand That First Held Mine
- 児童文学部門 - Jason Wallace, Out of Shadows
- 詩部門 - Jo Shapcott, Of Mutability
- 伝記部門 - Edmund de Waal, The Hare with Amber Eyes

### 2009年
- 第一小説部門 - Raphael Selbourne, Beauty
- 小説部門 - コルム・トビーン, Brooklyn
- 児童文学部門 - パトリック・ネス『問う者、答える者』en:The Ask and the Answer
- 詩部門 - Christopher Reid, A Scattering
- 伝記部門 - Graham Farmelo, The Strangest Man: The Hidden Life of Paul Dirac, Quantum Genius

### 2008年
- 第一小説部門 - Sadie Jones, The Outcast
- 小説部門 - Sebastian Barry, The Secret Scripture
- 児童文学部門 - ミシェル・マゴリアン, Just Henry
- 詩部門 - Adam Foulds, The Broken Word
- 伝記部門 - Diana Athill, Somewhere Towards the End

### 2007年
- 第一小説部門 - Catherine O'Flynn, What Was Lost
- 小説部門 - A.L. Kennedy, Day
- 児童文学部門 - Ann Kelley, The Bower Bird
- 詩部門 - Jean Sprackland, Tilt
- 伝記部門 - サイモン・セバーグ・モンテフィオーリ『スターリン――青春と革命の時代』Young Stalin

### 2006年
- 第一小説部門 - ステフ・ペニー（英語版）『優しいオオカミの雪原』The Tenderness of Wolves
- 小説部門 - ウィリアム・ボイド『震えるスパイ』Restless
- 児童文学部門 - リンダ・ニューベリー（英語版）, Set in Stone
- 詩部門 - John Haynes, Letter to Patience
- 伝記部門 - Brian Thompson, Keeping Mum

### 2005年
- 第一小説部門 - Tash Aw, The Harmony Silk Factory
- 小説部門 - アリ・スミス, The Accidental
- 児童文学部門 - ケイト・トンプソン（英語版）『時間のない国で』The New Policeman
- 詩部門 - Christopher Logue, Cold Calls
- 伝記部門 - Hilary Spurling, Matisse the Master

### 2004年
- 第一小説部門 - スーザン・フレッチャー（英語版）『イヴ・グリーン』Eve Green
- 小説部門 - Andrea Levy, Small Island
- 児童文学部門 - ジェラルディン・マコックラン『世界はおわらない』Not the End of the World
- 詩部門 - Michael Symmons Roberts, Corpus
- 伝記部門 - John Guy, My Heart Is My Own: The Life of Mary Queen of Scots

### 2003年
- 第一小説部門 - D・B・C・ピエール『ヴァーノン・ゴッド・リトル――死をめぐる21世紀の喜劇』Vernon God Little
- 小説部門 - マーク・ハッドン, 『夜中に犬に起こった奇妙な事件』The Curious Incident of the Dog in the Night-Time
- 児童文学部門 - デイヴィッド・アーモンド『火を喰う者たち』The Fire-Eaters
- 詩部門 - Don Paterson, Landing Light
- 伝記部門 - DJ Taylor, Orwell: The Life

### 2002年
- 第一小説部門 - ノーマン・レブレヒト（英語版）, The Song of Names
- 小説部門 - マイケル・フレイン『スパイたちの夏』Spies
- 児童文学部門 - ヒラリー・マッカイ（英語版）『サフィーの天使』Saffy's Angel
- 詩部門 - Paul Farley, The Ice Age
- 伝記部門 - Claire Tomalin, Samuel Pepys: The Unequalled Self

### 2001年
- 第一小説部門 - Sid Smith, Something Like A House
- 小説部門 - パトリック・ニート（英語版）, Twelve Bar Blues
- 児童文学部門 - フィリップ・プルマン『ライラの冒険 琥珀の望遠鏡』The Amber Spyglass
- 詩部門 - Selima Hill, Bunny
- 伝記部門 - Diana Souhami, Selkirk's Island

### 2000年
- 第一小説部門 - ゼイディー・スミス『ホワイト・ティース』White Teeth
- 小説部門 - マシュー・ニール（英語版）『英国紳士、エデンへ行く』English Passengers
- 児童文学部門 - ジャミラ・ギャビン（英語版）『その歌声は天にあふれる』Coram Boy
- 詩部門 - John Burnside, The Asylum Dance
- 伝記部門 - Lorna Sage, Bad Blood - A Memoir